# CS Film

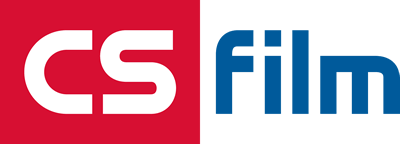
Logo používané v letech 2017-2019

CS Film je tematická televizní filmová stanice provozovaná společností Československá filmová společnost, s.r.o, kterou vlastní slovenská mediální skupina JOJ Group. Stanice zahájila vysílání v dubnu 2005. Stanice je zaměřena pouze na českou a slovenskou filmovou tvorbu, především na filmy natočené před sametovou revolucí. Čerpá z filmových fondů Národního filmového archivu, Slovenského filmového ústavu, Bonton filmu, Krátkého filmu Praha, České televize, Slovenské televize a od soukromých filmových producentů zejména po roce 1990. Stanice také podporuje nové filmové a televizní projekty a školní a amatérskou filmovou tvorbu. . 
Vysílá zpravidla od 6. hodiny ranní do půlnoci.
Od půlnoci do 6. hodiny ráno vysílá na jeho programové pozici hororový kanál CS Horror. 
CS film patří od února 2019 do portfolia slovenské mediální skupiny JOJ GROUP spolu s televizními stanicemi CS Mystery, CS History a CS Horror. Distribuuje k divákům se pomocí kabelové, satelitní a IPTV na území České i Slovenské republiky.